# SMD

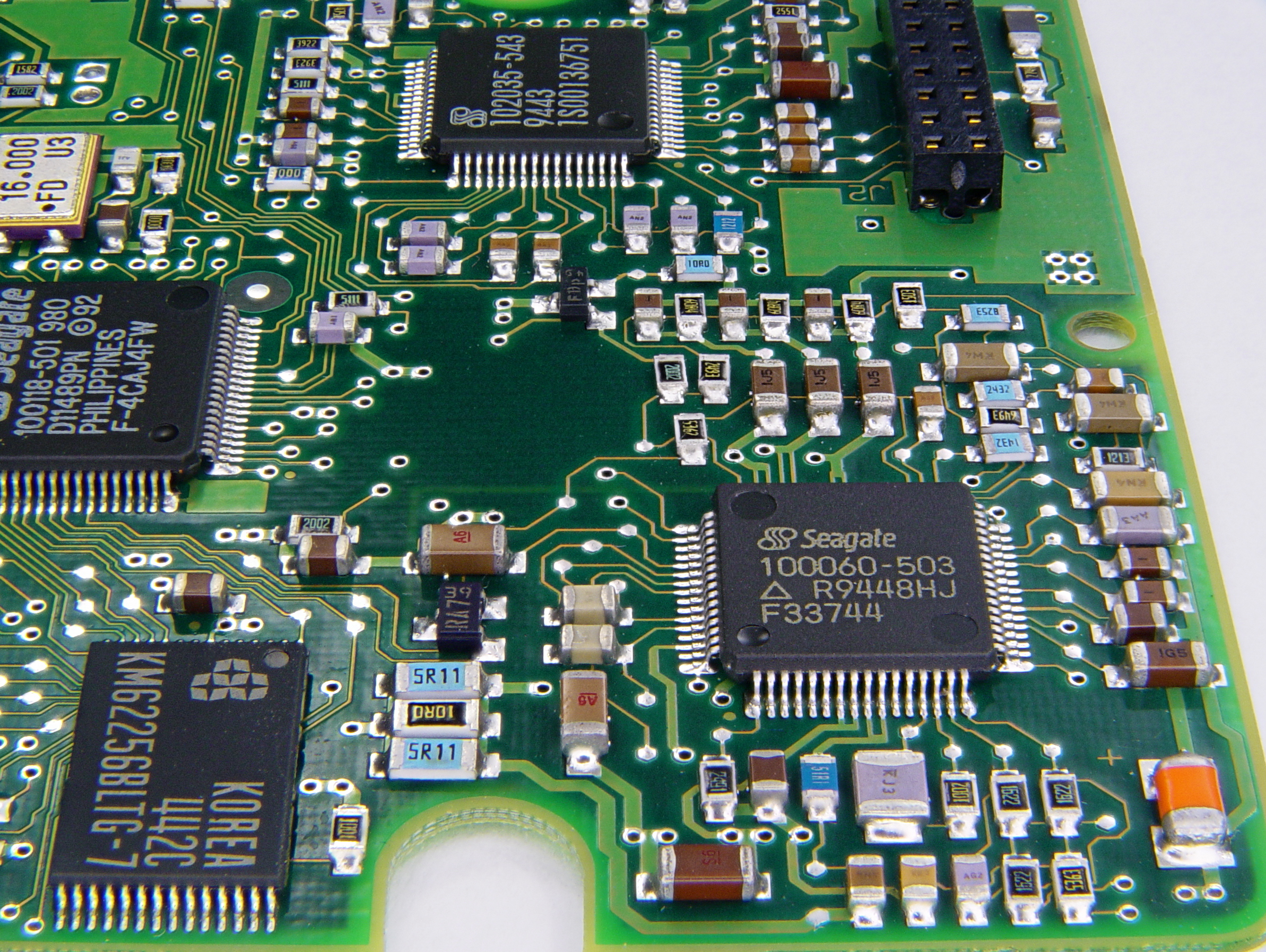
Diverse componente SMD pe o placă de circuit imprimat

Dispozitivele (componentele) electrice SMD (surface-mounted device) se folosesc in electronică și reprezintă clasa componentelor montate direct pe suprafața plăcii cu cablaj imprimat folosindu-se micile lor suprafețe lipibile cu cositor. Sunt cele mai răspândite componente electrice, și datorită dimensiunilor lor mici fac să crească calitate electrică a întregului circuit, mai ales la frecvențe mari și să se economisească mult spațiul necesar pentru plantarea componentelor pe placa de cablaj imprimat. Acest tip de componente nu prezintă pini (piciorușe) de inserție în placă. Componentele SMD se lipesc direct, pe una din fețele plăcii cu cablaj imprimat,(sau pe ambele) cu ajutorul cositorului(aliaj de lipit din staniu cu plumb). Tehnologia de lipire folosită, de "montare la suprafață" poartă în engleză denumirea: Sourface-mounted technology.